# Bradypodion adolfifriderici
El camaleón de Ituri (Bradypodion adolfifriderici) es una especie de saurópsido de la familia Chamaeleonidae. Habita en las regiones de Ruanda, Burundi, Uganda y la República Democrática del Congo.
Es un animal ovíparo, al igual que el resto de los camaleones. Mide aproximadamente 20 cm u 8 pulgadas. Tiene un hocico corto y una cresta muy poco elevada. Muestra unos aislados tubérculos cónicos en la cresta parietal y en la lateral. Su coloración se limita a un débil verde cuando triunfa en una batalla, un color oscuro cuando está enojado, y un verde bosque con manchas negras en estado normal. Se ubican generalmente en las selvas bajas y bosques montanos.
Esta especie es casi endémica del rift Albertino, donde se conocen “numerosas poblaciones” y se ha registrado desde el bosque de Nyungwe (Ruanda), bosque Kibira (Burundi), bosque Impenetrable de Bwindi y en el parque nacional de Kibale (en el sureste de los bosques de Uganda), así como las provincias del norte y sur de Kivu en la República Democrática del Congo. Estas localidades se encuentran en los bosques montanos, sin embargo la especie también es conocida en los bosques de tierras bajas en Medje e Ituri, y de otros sitios de tierras bajas en Ruanda y Uganda. Esta especie se ha encontrado hasta 2200 m de altura.

## Etimología
Su nombre se debe a Adolfo Federico VI de Mecklemburgo-Strelitz que dirigió la expedición alemana hacia África Central entre los años 1907-1908, en la que se recogieron estos tipos de camaleón.